# الفطر في المدينة
الفطر في المدينة هي أحد الانشائات القصصية من كتابة الكاتب الإيطالي إيتالو كالفينو

## نص القصة
الريح آتية إلى المدينة من بعيد، حاملة إليها هبات غير مالوفة، والأنفس الحساسة هي وحدها التي تتفطن إلى ذلك، كأولئك الذين تنسد رئاهم من رائحة التبن أو لفرط حساسيتهم من غبار الطلح الذي حملته الريح من مواطن أخرى غريبة، فتنتابهم نوبات أشبه بالزكام، فينهمكون في العطس. وفي ذات يوم، على حافة إحدى الحدائق الصغيرة في وسط المدينة، وعلى غير علم، حدث أنّ حبات لاقوح الزهرات، اقتلعت من مكانها، والتصقت بالأرض ففرخت الفطر. ولا أحد كان مدركا لذلك، سوى عامل الأشغال اليدوية «ماركو فالدو» الذي يستقل «الترام» من نفس المكان. ولم يكن هذا«الماركو فالدو» يأبه بحياة المدينة وصخبها: علامات مركبة في كل الشوارع، على الأرصفة ومحال البيع، يافطات مضاءة من النيون، بيانات وشعارات بالخط العريض، شارات مرور. وعلى الرغم من أنها رُكِبت بالطريقة المعتادة السهلة الفهم، لم تكن كلها لتثير انتباهه أوتثبط نظر
اته التي كما يتراءَ له أنها تسير على رمال صحراء، وعلى العكس من ذلك، ماركو فالدو، كان ثاقب النظر في أشياء أخرى، إذ لا توجد ورقة أصفرّت على غصن، أو ريشة سقطت من جناح طائر، وعلقت بين ثنايا القرميد على سطوح المنازل، إلا ولاحظها، فلا الذبابة التي التصقت على ظهر حصان، ولا ثقب عمله السوس في إحدى الطاولات، ولا قشرة تين مسحوقه على رصيف المشاة، كانت لتخفى عن ناظريه، ولم يكن يعمل اى حساب أو اهتمام عقلاني، ليكتشف من خلاله تغيرات الفصول، أو رغبات روحه، وبؤس وجوده.
وهكذا ذات صباح، بينما كان ينتظر القطار، الذي يقله إلى شركة"sbav"سباف، حيث كان ولم يزل، رجل أتعاب وأشغال شاقة، لاحظ شيئاً على غير المعتاد، بمحاذاة المحطة، عند سياج الأرض العقيمة الجدباءْ الصلبة، التابعة لجادّة الشارع، وفي بعض الأماكن عند جذوع الأشجار، هنا وهناك، ثمة أجسام صغيرة مستديرة، اخترقت صلابة الأرض، بعد أن كانت مخبأة تحتها. إنحنى حتى كان إن يلامس رباط حذائه: كان فطر فطر حقيقي، مخرجا رؤوسه الصغيرة من قلب المدينة: وترائ لماركو فالدو أن العالم الرمادي البائس الذي يحيط به ويخنقه، أصبح كله قطعة من الكرم والثراء المخبى، وكأنّ ثمة من الحياة أشياء مازال با لإمكان انتظارها، إضافة إلى الراتب الشهري الشحيح وبالعقد، والعفة وعدم الانغماس في الشهوات والربا، ومصاريف العائلة، وغلاء الخبز.
إثناء العمل كان ذاهلاً شارد البال على غير المعتاد، كان يعتقد انه وبينما هوهناك يكابد شحن الصناديق والخزنات الثقيلة؛ ثمة في ظلام الأرض، ذلك الفطر القابع في هدؤ، والبطيئ النمو، هو وحده من يعرف مكانه، ينضج ويستوي مخرجا مساماته اللحمية الرطبة، مهشماً بها القشرة القاسية لأرض الحديقة- <<تكفى فقط ليلة ممطرة واحدة- وسيكون هذا الفطر مهيئاً للجمع>>. كان على قلق، يعد الثوانِ، لكي ينهى عمله ويرجع إلى بيته ليخبر عما اكتشفه لزوجته وأبنائه الستة. <<استمعوا إلى ما سأقوله لكم>>: أعلن ذلك، بينما كان يتناول حسائه الخالي من أي فيتامين:
في نهاية الأسبوع، سوف نأكل الفطر- ساضمن لكم وجبة طيبة، وإلى أطفاله الأصغر سنا، والذين لم يكونوا ليعرفوا ما تعنيه كلمة فطر أصلا، شرح لهم وبحماس بالغ، عن الأنواع العديدة لهذه النبتة، وعن جمالها الأخاذ، عن رهافتها وطيب مذاقها، وطريقة طبخها، الأمر الذي جذب زوجته دوميتيللا إلى أن تنخرط في محادثة لم تكن مؤمنه بها أساسا.
وأين هو هذا الفطر؟ ـ تسآءَل الأطفال في مرة واحدة- قل لنا أين يتواجد وكيف ينمو ويتكاثر!؟. وعند هذا السؤال بالذات، كان حماس ماركو فالدو واندفاعه قد توقفا، من خلال عقل مرتاب ومتشكك أصابته الحيرة وكثرة الظنون:
هذا بالضبط ما يثير مخاوفي، إذا ما تحدثت عن مكانها، فإن الآخرون من أبناء الأوباش سيبدأون في البحث عنها، وينتشر الخبر في الحارة، ويذهب ذلك الفطر ويطبخ في قدور الآخرين، وهكذا فإن ذلك الاكتشاف الذي مَنِّ به قلب العالم المليئ بالحب؛ سيكون محل صراع ونزاع ملى بهوس الملكية، المحاط بالغيرة، والخوف والتوجس. مكان الفطر أعرفه أنا... أنا فقط - قال لأبناءه- والويل لكم إذا خرجت من أفواهكم كلمة بصدده.
في صباح اليوم التالي، وبينما كان ماركو فالدو يسير مقتربا من محطة «الترام» ممتلئا بالقلق والجزع، إنحنى على الحديقة الصغيرة، فانتعشت روحه عندما لاحظ أن الفطر قد نما قليلا، إذ لم يزل أغلبه مختبئا تحت سطح الأرض. كان هكذا منحنياً قبل أن يدرك أن أحدا ما خلفه. نهض بخفة وراح يبحث أن يعطى لنفسه قليلا من الهواء كيفما أتفق، كان ثمة أحد عاملي القمامة، والذي كان يراقبه من الخلف مستندا على مكنسته، وعامل القمامة هذا، كان شابا طويل القامة نحيفها، يرتدى نظارات سميكة وكان يدعى أماديجى، وبالنسبة لماركو فالدو كان هذا الشاب ثقيل ظل، ولم يحبه مُذ أن رأَه لأول مرة مند زمن بعيد، وربما كان مرد ذلك إلى شكل نظاراته ذات العدسات السميكة التي تتقصى وتتحرى كل شيء على إسفلت الطرقات وفي كل الزوايا في بحثها الدؤوب عن أي أثر طبيعي كي يمسحه ويزيله بظربات من مكنسته.
كان يوم سبت، وماركو فالدو كان قد قضى نصف النهار متجولا مع الهواء الطلق بمحاذاة الحديقة، يسترق النظر من وقت لآخر، إلى ذلك الكنّاس البليد من جهة، وإلى الفطر الآخذ في النمو من جهة أخرى، وبقى هكذا يعد اللحظات آملاً أن ينمو الفطر ويتكاثر.
في الليل، أمطرت السماء : وكمثل الفلاِّحين، بعد أشهر من الجفاف والقحط، ينهضون واثبين من الفرح عند سماعهم لأول فرقعة رعد تسبق أول قطرة من المطر، هكذا كان ماركو فالدو، الوحيد في كل المدينة من نهض عن سريره بكل رشاقة، ونادى عائلته:
<<إنها المطر، إنها المطر>>، فتح نافدة حجرته وتنفس بعمق رائحة الغبارالمبلل.
عند الفجر - كان الأحد - ومع أطفاله وإحدى السلال المأجورة هرول مسرعا إلى الحديقة الصغيرة.
كان الفطر مستويا، قائما على سيقانه الرقيقة، مزهوا بقُبّعاته الجميلة، مبتعدا عن سطح الأرض،- فقط زخة أخرى من الماء – وتكون كلها ناضجة .
بابا بابا أنظر هناك ... أنظر إلى ذلك السيد، لقد جمع الكثير منها، صاح ميكيلينو، رفع الأب رأسه، كان ثمة أماديجى الكناس يحمل سلة ممتلئة تحت إبطه.
آه، هنا تجمعون أنتم أيضا – قال الكنّاس، إذا فالفطر ناضج، في هذه الناحية، وصالح للأكل . أنا أخذت القليل منه، لكنني لا أعرف إذا ما كنت على ثقة مما جمعته، عند منتصف الشارع الآخر هناك الكثير أجمل من هذا وأكبر، وطالما عرفت ألآن أن الفطر يتكاثر هنا أيضا، سوف أذهب وأتناقش مع أقاربي الذين تركتهم يجمعون هناك، فيما إذا من الأنسب أن نجمع هنا أيضا.. وأبتعد مسافة طويلة.
ماركو فالدو بقى ذاهلا دون أن ينبس بكلمة، فطر أكبر حجما من هذا في زاوية الشارع الأخرى ـ قالها في نفسه ـ ولم أكن لأتفطن به، محصول لم يكن في حسباني ... بقى لحظات متحجرا في مكانه من السخط والغضب ومثلما يحصل أحيانا لأمثاله أن تتدهور حالاتهم النفسية، ويختل توازنهم العصبي من فرط الغيرة، أن ينتقلون من حالة عشق الأنا الفردي، إلى الكرم والعطاء اللامحدود، في تلك الآونة بالذات، كان ثمة جمهرة من الناس تنتظر«الترام» كالعادة، حاملين مظلاتهم على أذرعهم، فالجو بقى على حاله رَطِباً لم يتغير، ومن غير المؤكد أن لا تمطر.
```
إيهٍ، أنتم أيها الآخرون! ألا تريدون أن تطبخوا الفطر هذه الليلة ؟
```

صرخ ماركو فالدو في الحشد المتجمع حول المحطة: – لقد كبر، هذا الفطر الذي إكتشفته منذ أيام، كبر، هنا في الشارع في هذه الزاوية، تعالوا معي، يوجد منه الكثير، ما يسد حاجة الجميع؛ والتصق بمحاذاة أماديجى، متبوعا بحاشية من حشد كبير من الناس . كان ثمة ما يزال مجموعة كبيرة من الفطر للجميع، ونظرا لنقص السلال، جمعت حشود الناس الفطر في مظلاتها المفتوحة. قال أحدهم: 
```
سيكون من ألأفضل أن نقوم بعمل وجبة غذاء مشتركة بدلا من أن يأخذ كل واحد على حدة ما جمعه من الفطر ويرجع إلى بيته!. لكن الأمر لم ينتهِ عند هذا الحد، إذ سرعان ما شوهد ذلك الحشد من الناس، وفي نفس تلك الليلة، في منتصف العنبر المصفوف بالأَسِرّة في المستشفى المركزي، وبعد عمليات عديدة لغسيل الأمعاء تم عبرها إنقاذ الجميع تقريبا من حالات التسمم، والتي لحسن الحظ لم تكن على درجة كبيرة من الخطر، فقط لأن الكمية التي تم تناولها من الفطر، لم تكن كبيرة. أما ماركو فالدو فقد كان سريره وبالصدفة مقابلاً بالضبط لسرير غريمه أماديجى، يتبادلان نظرات جانبية بأعين مُحْمَرّة .
```

1. ↑  1-Italo Calvino, Marco Valdo. ed. Oscar Mondadori. Milano 2002, copertina. Si veda anche la ed, Inaudi, Torino, 1966, pag5.